# Vřísek (hrad)
Vřísek je zaniklý hrad, který stával na okraji osady Hradiště u obce Chlum v okrese Česká Lípa.

## Historie
Podle keramických střepů nalezených při malém archeologickém výzkum bylo místo osídleno již v první polovině 14. století. První písemná zmínka o dvoru Vřísek je z roku 1402, kdy Jindřich ml. Berka z Dubé zdědil panství Chudý hrádek, ke kterému Vřísek patřil. Podle Augusta Sedláčka došlo roku 1413 k oddělení hradu od panství. Roku 1543 byl hrad již pustý.
Název hradu a přilehlé vesnice se postupně vytrácel z povědomí obyvatel a v letech 1633–1647 se začalo používat jméno Hradiště.[zdroj⁠?!] Na Heberově mapě z roku 1846 byl hrad pojmenován chybně Rač. Název Vřísek se znovu objevuje v 19. století, kdy byl chybně spojen s renesančním zámkem Vítkovec u Holan. Podle některých novějších údajů je hrad Vřísek uváděn se jménem Hradiště podle vsi, kde stával, a zámek Vřísek, dosud existující i s oborou, je u Holan.

## Podoba
Hrad ostrožného typu byl vystavěn na pískovcové ostrožně vybíhající do údolí Dolského potoka. Jádro od zbytku odděloval příkop, který později sloužil jako chmelnice.[zdroj⁠?!] Ještě August Sedláček zde zmínil zbytky zdiva, ale později byl příkop při výstavbě blízkého domu (Hradiště čp. 8) téměř zničen. Nelze prokázat, jestli se před příkopem nacházela stavení. Areál jádra má přibližně trojúhelníkový tvar o rozměrech cca 26 × 38 × 34 metrů.[zdroj⁠?!] Po obvodu byl obehnán hradbou, jejíž drobné zbytky se zachovaly do současnosti. Na severovýchodní straně se zachovala také část římsy okna. Suterén budovy, přiléhající v tomto místě k hradbám, byl zasekán do skály a ještě dnes tam jsou vidět stopy v podobě prohlubně. Pravděpodobně zde stávala věž nebo zemnice.